# Tamka

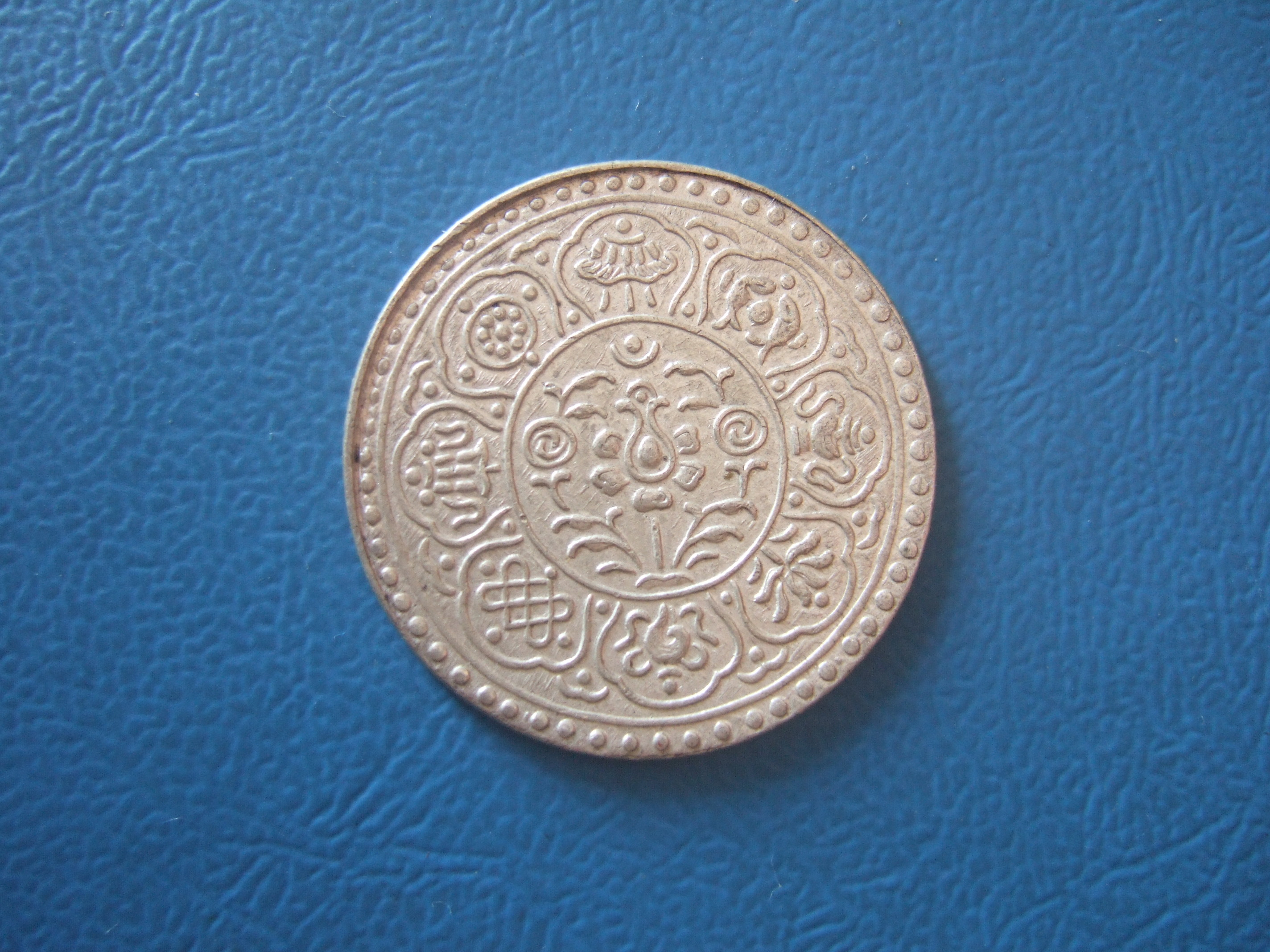
Lícová strana tamky z let 1953/1954 (s vyobrazením aštamangaly)

Tamka byla měna a základní mincovní jednotka, která se používala v Tibetu a jednu dobu i v Nepálu.
Tamky byly původně nepálskou měnou, kde se jimi platilo již mnohem dříve než na tibetském území, někdy od poloviny 17. století. Jelikož Nepál sdílí s Tibetem hranici, používaly se občas tamky jako platidlo i v Tibetu. Jelikož měly tyto stříbrné mince pouze jednu nominální hodnotu, nebylo výjimkou, že se půlily či jinak rozsekávaly, čímž se de facto jejich hodnota podle potřeby snižovala.
První tamky, které byly vydány tibetskou vládou a které obsahovaly tibetské nápisy, byly dány do oběhu roku 1763. V roce 1912 nechala tibetská vláda zhotovit a dát do oběhu i první bankovky v hodnotách 5, 10, 15, 25 a 50 tamka. 